# Tempest (Schiff)
| TEMPEST            | TEMPEST                               |
| Technische Daten   | Technische Daten                      |
| ------------------ | ------------------------------------- |
| Flagge:            | Großbritannien                        |
| Schiffstyp:        | Passagierschiff                       |
| Bauwerft:          | Sandeman & McLaurin (Glasgow)         |
| Reederei:          | Anchor Line                           |
| Heimathafen:       | Glasgow                               |
| Schiffsvermessung: | 866 BRT                               |
| Länge über alles:  | 65,28 m                               |
| Breite über alles: | 9,17 m                                |
| Max. Tiefgang:     | 5,79 m                                |
| Schrauben:         | 1                                     |
| Schornsteine:      | 1                                     |
| Masten:            | 3                                     |
| Antrieb:           | Niederdruck-Dampfmaschinen            |
| Leistung:          | 150 PS                                |
| Stapellauf:        | 21. Dezember 1854                     |
| Jungfernfahrt:     | 3. April 1855                         |
| Verbleib:          | Nach dem 13. Februar 1857 verschollen |

Die Tempest war ein 1855 in Dienst gestelltes Passagierschiff der britischen Reederei Anchor Line, das auf einer Überfahrt von New York nach Glasgow im Februar 1857 spurlos auf dem Nordatlantik verschwand.

## Geschichte
Das 866 BRT große Passagier- und Frachtschiff Tempest wurde 1854 in der Werft Sandeman & McLaurin im Glasgower Stadtteil Whiteinch auf dem Fluss Clyde für das Unternehmen Handysides & Co. gebaut. Das Schiff lief am 21. Dezember 1854 als Dreimast-Klipper vom Stapel und wurde am 31. März 1855 fertiggestellt. Am 3. April 1855 legte die Tempest unter dem Kommando von Kapitän John Henderson zu seiner Jungfernfahrt nach Bombay ab, wo sie am 17. Juli einlief. Nach dieser einen Fahrt für Handysides & Co. wurde das Schiff von der neu gegründeten britischen Reederei Anchor Line mit Sitz in Glasgow gekauft.
Im Jahr 1856 war die Tempest das erste Schiff der Reederei, das zu einem Dampfschiff umgebaut wurde. Sie wurde mit Niederdruckdampfmaschinen ausgestattet, die bis zu 150 Pferdestärken leisten konnten. Sie beförderte fortan Passagiere und Fracht auf dem Nordatlantik von Glasgow nach New York. Sie war das erste Schiff der Anchor Line auf dieser Route, mit der sich die Gesellschaft neue Einnahmequellen erhoffte.
Am 11. Oktober 1856 unternahm sie ihre erste Fahrt nach New York, wo sie am 8. November eintraf. Am 19. November trat sie die Rückreise an, die sie in 28 Tagen bewältigte. Am 27. Dezember 1856 legte sie unter dem Kommando von Kapitän James Morris in Glasgow zu ihrer zweiten und letzten Fahrt nach New York an. Am 1. Februar lief die Tempest dort ein. Sie hatte 50 Personen an Bord gehabt.
Am Freitag, dem 13. Februar 1857 (nach anderen Quellen am 26. Februar), legte die Tempest in New York zu ihrer zweiten Atlantiküberquerung in östlicher Richtung ab. An Bord waren 150 Passagiere und Besatzungsmitglieder. Das Schiff verschwand spurlos auf dem Atlantischen Ozean und kam nie in Glasgow an. Verbleib des Schiffs und seiner Passagiere sind unklar. In einigen Quellen wird erwähnt, dass die Tempest Opfer eines atlantischen Sturms wurde.